# Casa de Ferro

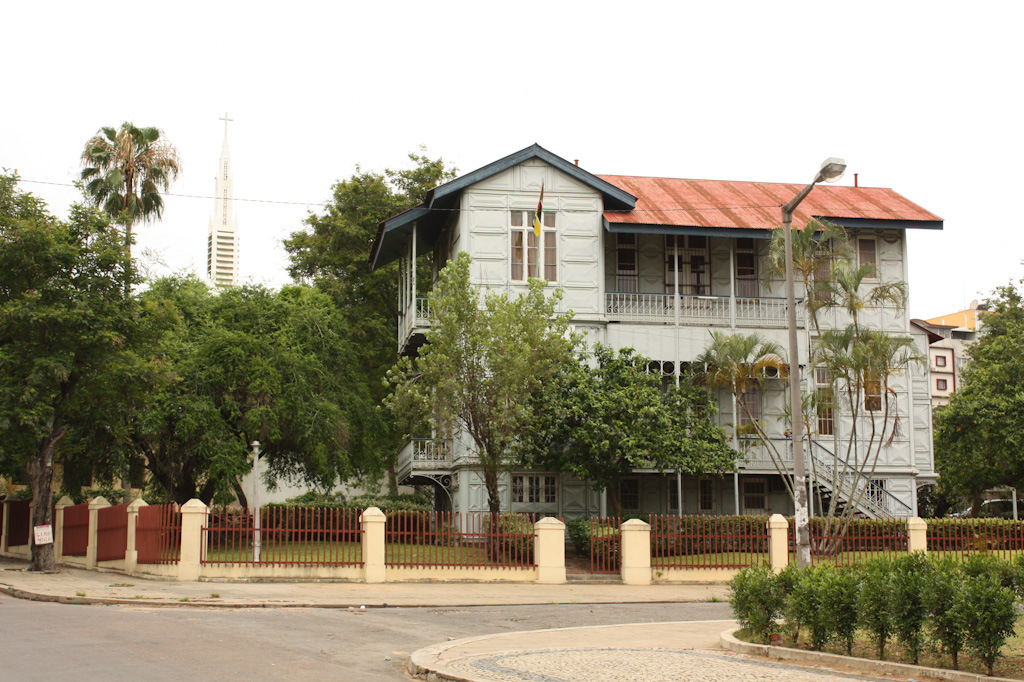
Blick auf das „Eiserne Haus“ (Casa de Ferro)

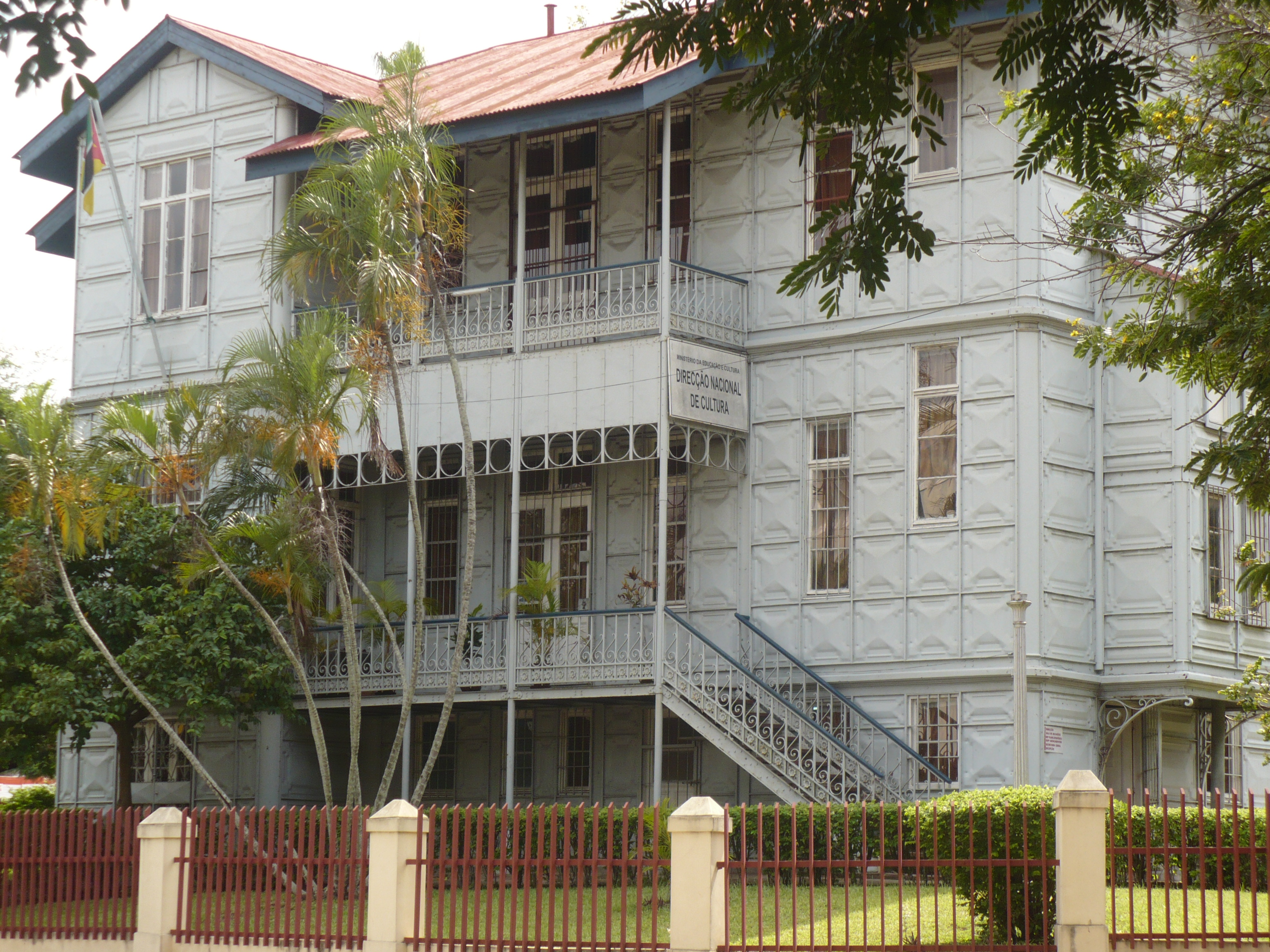
Zugang zum Haus

Die Casa de Ferro, zu Deutsch „Eisenhaus“ oder „Eisernes Haus“, ist ein Bauwerk in der Avenida Samora Machel im Stadtteil Central der mosambikanischen Hauptstadt Maputo. Das komplett aus Metallplatten bestehende Gebäude, entworfen von Gustave Eiffel, wurde 1892 aus Belgien nach Portugiesisch-Ostafrika (heute Mosambik) gebracht, um als Sitz des damaligen Gouverneurs der Kolonie zu dienen. Diesen Zweck erfüllte das Gebäude jedoch nie.

## Geschichte
1890 beauftragte die portugiesische Regierung den Bau einer neuen Residenz für den Gouverneur der portugiesischen Kolonie Portugiesisch-Ostafrika (Mosambik). Dafür wurde, der damaligen Mode entsprechend, ein komplett aus Metallplatten bestehendes, dreistöckiges Gebäude bei der Societé Anonyme des Forges d’Aiseau in Belgien angefertigt und nach Lourenço Marques (heute Maputo) verschifft. Dort wurde es 1892 in der Avenida 5 de Outubro (heute Avenida Josina Machel) errichtet. Die für das tropische Klima ungeeignete Struktur aus Metall bzw. die dadurch sich im Innern des Gebäudes anstauende Hitze veranlasste den damaligen Gouverneur Rafael Jácome de Andrade, es nie als Residenz zu nutzen. Auch seine Nachfolger taten es ihm gleich, sodass es zeitweise leer stand. 
Zunächst zog hier der Gerichtshof ein. Die Lage war jedoch sehr ungünstig, da es vom Zentrum weit entfernt inmitten eines Waldes stand. Um es zu erreichen, musste ein Sumpf durchquert werden und es gab nur unzureichende Straßen. Daraufhin wurde das Gericht verlegt und das Gebäude dem Bischof Dom António Barroso gespendet, der darin im August 1895 die Mädchenschule Instituto D. Amélia eröffnete. Im Jahr 1910 entzog der Staat der Kirche den Unterricht und übergab das Haus der Sociedade 1.º de Janeiro, die dort eine öffentliche Schule einrichtete. Zwei Jahre später wurde darin das erste Gymnasium von Lourenço Marques eröffnet, das bis 1918 in Betrieb war. Danach zogen zuerst das Amt für Geodäsie und danach das Katasteramt der Provinz Mosambik ein. In den 1930er oder 1960er Jahren (je nach Quelle) wurde es demontiert und konserviert.
Im Jahr 1972 ließ die Kolonialverwaltung das Haus vor dem Parque Vasco da Gama (heute Jardim Tunduru) an der Avenida D. Luís (heute Avenida Samora Machel) wieder aufbauen, wo es jedoch leer stand. Es diente vor allem der Komplettierung des dortigen Stadtbildes mit dem benachbarten Park, der großen Platzanlage Praça Mouzinho de Albuquerque mit dem dahinter liegenden Rathaus und der Kathedrale von Maputo. Später wurde es von den mosambikanischen Volksbefreiungskräften genutzt.
Nach der Unabhängigkeit Mosambiks zog zunächst das staatliche Denkmalarchiv in das Gebäude. Heute beherbergt es den Sitz der nationalen Denkmalverwaltung. Es gibt Pläne, dort ein Archäologiemuseum einzurichten. Das Gebäude wurde 2014 mit Mitteln des Bergbaukonzerns Vale saniert.
Seit 2011 befindet sich das Gebäude in der Vorauswahl für eine Denkmalliste der Stadt Maputo. In der portugiesischen Denkmaldatenbank Sistema de Informação para o Património Arquitectónico, das auch Denkmale ehemaliger portugiesischer Kolonien umfasst, ist das Gebäude mit der Nummer 31681 eingetragen.

## Beschreibung
Das Gebäude ist dreistöckig, mit einem unregelmäßig rechteckigen Grundriss versehen und besitzt ein Satteldach. Der Zugang erfolgt über eine kleine, metallene Außentreppe, die zum ersten Stock führt, deren Geländer mit denen des Balkons zu den einzigen filigranen Verzierungen des Bauwerkes gehören.